# Unió Internacional per a la Conservació de la Natura
La Unió Mundial per a la Conservació de la Natura o Unió Internacional per a la Conservació de la Natura i els Recursos Naturals (en anglès: International Union for Conservation of Nature and Natural Resources o IUCN) és un organisme internacional dedicat a la conservació dels recursos naturals.
Fundada l'any 1948, té la seu central a Gland, Suïssa. La UICN reuneix 160 estats, 1400 ONG i agències governamentals, i 15,000 d'experts i científics.
La missió de la UICN és la promoció i assistència a les societats de tot el món perquè conservin la integritat i biodiversitat de la naturalesa i assegurin que l'ús dels recursos naturals és equitatiu i ecològicament sostenible. És responsable també del manteniment de la Llista Vermella de la UICN. En les últimes dècades, la UICN ha ampliat el seu enfocament més enllà de l'ecologia de la conservació i haa incorporat qüestions relacionades amb el desenvolupament sostenible als seus projectes. La UICN no pretén mobilitzar el públic en suport de la conservació de la natura. Intenta influir en les accions dels governs, les empreses i altres parts interessades proporcionant informació i assessorament i mitjançant la creació d'associacions.
El 1988 fou guardonada amb el Premi Príncep d'Astúries de la Concòrdia, juntament amb el Fons Mundial per la Natura.

## Àrees de protecció
La UICN estableix categories d'àrees protegides:
- Ia – Reserva Natural Estricta

Àrea protegida de tota activitat humana, excepte les molt lleugeres. És una àrea de terra o mar que posseïx un ecosistema excepcional o representatiu, característiques geològiques o fisiològiques o espècies d'interès primari, que estan disponibles principalment per al seu estudi científic o seguiment ambiental.
- Ib – Àrea Natural Silvestre

Àrees generalment mes extenses i protegides de manera menys estricta que les Reserves Naturals. Son grans espais de terra o mar sense modificacions o amb petites modificacions, que mantenen el seu caràcter natural i influència, sense presència o amb poca presència humana, que són protegits i manejats de manera de preservar la seva condició natural.
Les visites humanes estan limitades a un mínim, i normalment sols es permeten aquells visitants que utilitzen medis de transport no motoritzats (a peu, esquí, canoa, etc.). Les àrees no tenen infraestructures, no obstant permeten les activitats de grups indígenes dintre del seu estil de vida tradicional basat en la natura.
- II – Parc Nacional

Presenta unes característiques similars a l'Àrea Natural Silvestre pel que fa a l'extensió i objectius, però es menys estricte respecte a les infraestructures i visites humanes. Està destinada a
1. Protegir la integritat ecològica d'un o més ecosistemes per a les generacions presents i futures;
2. Excloure l'explotació o ocupació no lligades a la protecció de l'àrea;
3. Proveir les bases perquè els visitants puguin fer ús espiritual, científic, educatiu o recreatiu, de forma compatible amb la preservació i la cultura.

- III – Monument Natural

Una àrea que conté un o més llocs específics de valor i importància natural o cultural excepcional a causa de la seva raresa, qualitats estètiques inherents o significat cultural.
- IV – Àrea de Gestió d'Hàbitats o Espècies

Una àrea de terra o mar subjecta a la intervenció activa amb propòsits de gestió per a preservar el manteniment d'hàbitats o per a omplir les necessitats d'espècies específiques.
- V – Paisatge Terrestre o Marí Protegit

Una àrea de terra, costa o mar on la interacció de les persones amb la naturalesa a través del temps ha produït una àrea de caràcter distintiu amb gran valor estètic, ecològic o cultural, i freqüentment amb diversitat biològica. El resguard de la integritat d'aquest interacció tradicional és vital per a la protecció, manteniment i evolució d'aquesta àrea.
Les àrees incloses en aquesta categoria haurien de propiciar un equilibri entre les persones i la natura i poden incloure activitats tals com agricultura tradicional i activitats forestals realitzades en condicions que assegurin la protecció o restauració ecològica de la zona.
La categoria V en una de les categories mes flexibles de les àrees protegides. Com a resultat, pot integrar activitats simultànies, com ara ecoturisme, al propi temps que es mantenen les pràctiques tradicionals que poden facilitar la sostenibilitat de la biodiversitat agrícola i/o aquàtica.
- VI – Àrea Protegida amb Ús Sostenible dels Recursos Naturals

Es una classificació mes incloent que està enfocada en la correlació mútuament benèfica entre la conservació de la natura i la gestió sostenible dels recursos naturals, de manera a assegurar els mitjans de vida d'aquells persones que depenen d'aquests aprofitaments. Es persegueix la implementació de tàctiques que ajudin al desenvolupament sostenible de la zona i evitar les dificultats que l'impedeixen, prenen en consideració un ampli ventall de factors socioeconòmics.
La categoria VI pot ser particularment adequada en àrees grans que tenen un baix grau d'ocupació humana o be en aquelles en què les activitats de les comunitats locals han tingut un baix efecte transformador en els ecosistemes circumdants. A la categoria V, en canvi, es l'activitat humana que ha creat un efecte transformador en l'ecosistema de la regió.